# 超能力
超能力（英語：superpower）指特殊或非凡的超人能力，其能力大于正常水平。超能力通常作为超级英雄、超级反派的关键属性出现在科幻小说、漫画、影视、电子游戏中。这个概念起源于1930年代至1940年代的美国漫画和紙漿雜誌，并逐渐进入其他类型的媒体。

## 定义
“超能力”没有严格的定义。在流行文化中，它可以是任何超常的能力，如飞行、超强力量、超快速度、刀枪不入、靈能、念力甚至包括魔法。它也可以是达到人类潜力极限的能力，如超高智力或对武器使用的高熟练度与高精准度。通常像蝙蝠侠和鋼鐵人这样除了非凡天赋和先进科技之外没有真正的超能力，但也被归类为超级英雄。同样像綠燈俠的能量戒指、鋼鐵人動力服和艾迪·布洛克的毒液共生体本身等来源于外部的力量，也可以被描述为超能力，而使用者本身可能没有超能力。在幻想作品中，超能力通常被解释为科技、伪科学或超自然力量。它们可能来自魔法、科技，或是角色自身的生理特性（比如外星人、超自然生物或变异者）。

## 在动漫作品中
超能力是漫画和动画中常见概念，尤其是在少年漫画中。它们经常出现于流行漫画和动画中。不同系列的能力类型各不相同。比如许多不同角色拥有相同类型的能力，如《龙珠》的气功和《钢之炼金术师》的炼金术。或者不同角色各自特有的不同能力像是《charlotte》许多能力只有一人或极少数角色拥有，如《ONE PIECE》中的惡魔果實和《BLEACH》中的刀劍解放。

## 在特摄作品中
作为一种广泛使用特效的影视类型，特摄片中出现了大量“超能力”描写，如金剛戰士系列、超級戰隊系列、假面騎士系列。在西方电视剧中，超能力大多出现于漫画改编剧集中。但也有原创剧集，如《超能少年》、《英雄》，主角们的超能力加剧了与其他角色之间的冲突，而不像通常的超级英雄。